# Longboardskaten

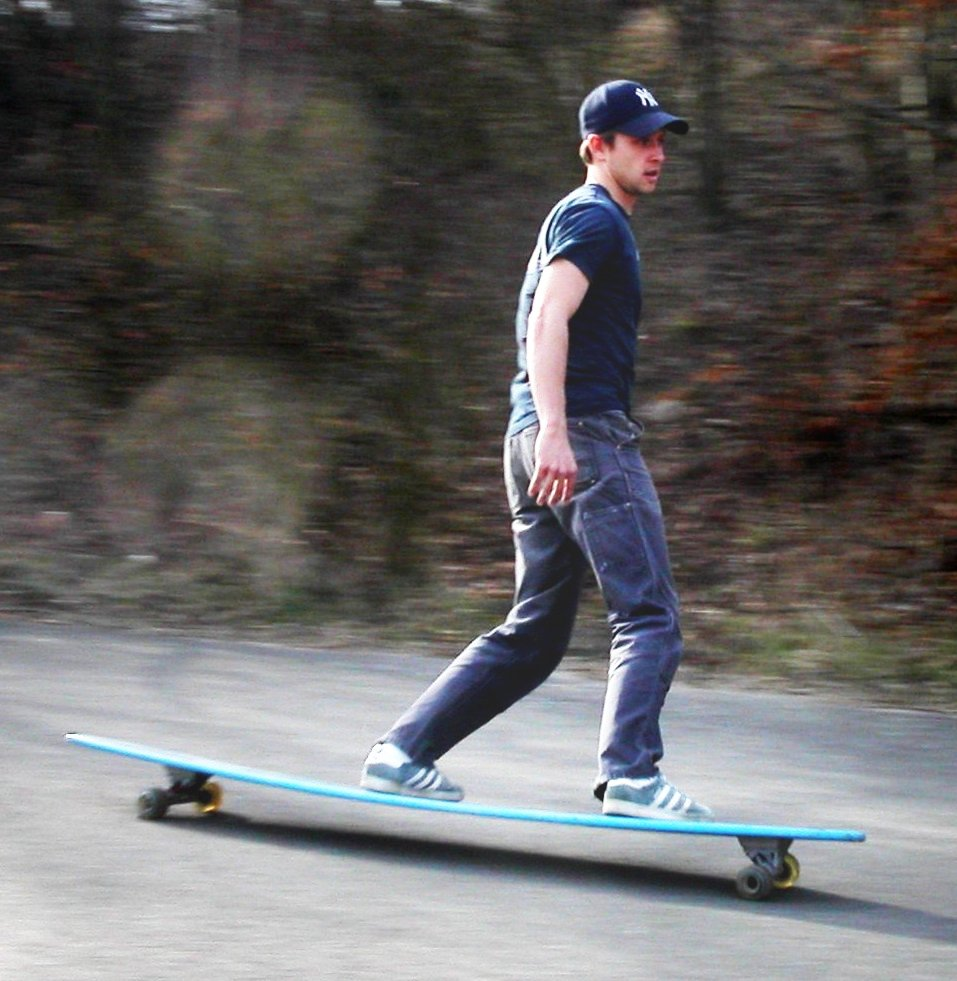
Rijden op een longboard

Longboardskaten is een door het surfen beïnvloede boardsport, waarbij een langere plank gebruikt wordt dan bij het street-skateboarden en die daarom veel dichter bij de oorsprong van het skateboarden dan het streetskateboarden zit.

## Inleiding
Het is een vergissing dat longboards minder gebruikt worden voor tricks. Het hangt af van welke stijl je beoefent. Bij sommige stijlen (zoals freestyle) gebruik je meer tricks dan bij andere stijlen. Longboards worden vooral gebruikt om grotere afstanden op een hogere snelheid af te leggen dan met een gewoon skateboard. Vaak heeft een longboard ook grotere wielen. Er zijn verschillende soorten boards zoals slideboards, cruiseboards, pompboards en danceboards.

## Verschil longboarden en skateboarden
Op het oog lijken longboards en skateboards op elkaar, maar er zijn een aantal grote verschillen. Het langere en bredere board maakt longboards bijvoorbeeld gemakkelijker om op te balanceren, vooral als je net begint te longboarden.
Ook de vorm longboard is anders dan die van een skateboard. Longboards zijn in verschillende vormen. Denk aan pintails, shortboards etc. Ook zijn longboards over het algemeen smaller bij de uiteinden zodat je gemakkelijker kunt cruisen.

## Onderdelen van het longboard
Het deckDit is de 'plank' waar de rijder op staat. Het deck van een longboard is (vaak) langer dan dat van een (stunt)skateboard. Het deck is gemaakt van bamboe, berken of esdoorn, verder worden ook composiet materialen (o.a. carbon en glasvezel) gebruikt. Sommige longboards hebben een "flex", flex betekent simpelweg dat het platform kan doorzakken (en omhoogspringt, hierdoor krijgt men een soort trampoline effect).
De trucksDeze bevatten de assen en maken het longboard bestuurbaar. Een longboard gebruikt meestal RKP (Reverse Kingpin) trucks in tegenoverstelling tot skateboards die TKP (Traditional Kingpin) trucks gebruiken. Trucks worden naar gewicht en smaak afgesteld met zogenaamde "bushings", polyurethane tubes die bepalen hoe een truck zich gedraagt.
De wielenVoor een longboard worden meestal grotere wielen (gemiddeld 70mm vergeleken met 52mm voor normale skateboards) gebruikt. De wielen van een longboard hebben ook een verschillende hardheid. Deze hardheid wordt weergegeven in durometer, met een a-waarde. Een hard longboard heeft een waarde van 98A en een zachte heeft 75A. De meest gebruikelijke hardheid zit tussen de 78A en 81A in. De hardheid is erg belangrijk voor de longboardstijl. Hoe harder het wiel is, des te langer het doorrolt en sneller slipt in de bochten. Een zacht wiel blijft daarentegen wat meer "plakken" aan het wegdek, waardoor het comfortabeler rijdt.

## Stijlen

### Cruisen
Dit is de rustigste manier van longboarden. Er worden niet te veel hoogteverschillen genomen en er wordt met de voet afgezet om op snelheid te komen.

### Downhill
Bij deze vorm van longboarden wordt van een (steilere) helling gereden, waardoor hogere snelheden worden gehaald. Het record is 127 kilometer per uur (behaald in 2012).
- Standing up: rechtopstaand.
- Lying down/coffin: liggend op de rug.
- Buttboarden: hierbij wordt tevens van een helling gereden, maar nu gaat men met het achterwerk op het board zitten.
- Kneeboarden: hierbij wordt tevens van een helling gereden, maar nu gaat men met de knieën op het board zitten. Kneeboarden is nog in zijn ontwikkelingsfase.

### Slalom
De slalom bij het longboardskaten is vergelijkbaar met die bij het snowboarden. Bij het longboardskaten is een slalom makkelijker door de grotere flexibiliteit.

### Carven
Carven is door links en rechts te sturen, snelheid te maken en voort te bewegen. Hierbij duwt de rijder zich niet meer af met de voet. Carven met een gewoon longboard wordt ook wel pompen genoemd.

### Sliden
Sliden is niet zoals met snowboarden over een rail heen gaan, wat bij skateboarden grinden heet, maar sliden is hetzelfde als driften met een auto. Zo kan men op deze manier scherper sturen of heel snel afremmen. Hiervoor gebruikt men vaak speciale bescherming, zoals de slide glove, een handschoen met een dikke beschermlaag zodat de rijder zijn of haar hand op de grond kan zetten tijdens het sliden.

### Long distance pumping
Long distance pumping (LDP) is een stijl waarbij grotere afstanden afgelegd worden zonder met de voeten de grond aan te raken. De naam verwijst naar de pompende beweging die hierbij gemaakt wordt. Door het maken van kleine bochten en hierin met het lichaam naar buiten te drukken, kan snelheid gemaakt worden.

### Dancing/Freestyle
Dancing (oftewel longboarddansen) is een verzamelnaam voor verschillende trucken die men op een longboard kan uitvoeren. Het begon door surftricks over te nemen en deze toe te passen op een longboard zoals de cross step en de hang ten.
Meestal is dancen een onderdeel van de "freestyle" discipline, hierbij worden ook normale skateboard tricks toegevoegd. Onder andere de Shove-it, No-comply en flip tricks (denk aan kick, heel en varial flips). Het wereldkampioenschap Longboard Dance & Freestyle wordt sinds 2013 jaarlijks georganiseerd in Nederland door Flow Provider. Het heet SO.. *voorheen So.. You Can Longboard Dance?' en er vinden tevens continentwijde competities van SO.. plaats in Zuid-Amerika en Azië. 